# Japońska Konwencja Baptystów
Japońska Konwencja Baptystów (jap. 日本バプテスト連盟 Nippon Baputesuto Renmei) – denominacja baptystyczna istniejąca w Japonii. Ma charakter konserwatywny teologicznie i jest stowarzyszona z amerykańską Południową Konwencją Baptystyczną. Według danych z 2016 wspólnota posiadała 14 758 świadomie ochrzczonych członków zrzeszonych w 325 zborach. Jest to największa baptystyczna denominacja w Japonii.
Konwencja prowadzi własny szpital.

## Historia
Konwencja jest najstarszą wspólnotą baptystyczną działającą w Japonii. Pierwsi baptystyczni misjonarze przybyli do tego kraju w 1889 r. z mandatu Południowej Konwencji Baptystycznej. Początkowo, główne skupiska południowych baptyści (zwanych potem japońskimi baptystami) koncentrowały się na zachodzie i południu Japonii. Obecnie, zbory baptystów japońskich znajdują się w całym kraju, od Hokkaido po Okinawę.